# Wessel Krul (cyclisme)
Pour les articles homonymes, voir Krul (homonymie).
Wessel Krul, né le 28 janvier 2000, est un coureur cycliste néerlandais.

## Biographie
En septembre 2020, il se distingue en devenant le premier leader de la Ronde de l'Isard, après s'être imposé sur l'étape inaugurale,.

## Palmarès et résultats

### Palmarès par année
- 2018
  - Circuit des 3 provinces
  - 1re étape du Tour du Pays de Vaud (contre-la-montre par équipes)
  - 2e étape de la Bizkaiko Itzulia
  - 2e du championnat des Pays-Bas sur route juniors
  - 2e du Tour du Condroz
  - 2e de la Bizkaiko Itzulia
- 2019
  - 2e du championnat des Pays-Bas du contre-la-montre espoirs
- 2020
  - 1re étape de la Ronde de l'Isard
- 2021
  - 2e étape du Flanders Tomorrow Tour

### Classements mondiaux
| Année           | 2019   | 2020   |
| --------------- | ------ | ------ |
| UCI Europe Tour | 1 274e | 1 181e |